# 오시마촌 (미야기현)
오시마촌(大島村)은 1955년까지 미야기현 모토요시군에 있던 촌이다. 현재의 게센누마시의 일부에 해당한다.

## 역사

### 연혁
- 1889년 4월 1일 - 정촌제 시행에 수반해 오시마촌 단독으로 촌제를 시행하였다.
- 1953년 12월 1일 - 오시마가 리도신공법에 의한 리도신공 진흥대책 시행지역으로 지정되었다(총리부 고시 제261호)
- 1955년 4월 1일 - 니쓰키촌, 하시카미촌과 함께 게센누마시에 편입되었다.

### 쓰나미 피해
- 1896년 6월 15일 - 메이지 산리쿠 지진. 사망자 61명(마을 인구 1,914명), 유실 및 전소 19가구. 최고조위는 다나카하마에서 관측된 2장 7척이였다.
- 1933년 3월 3일 - 쇼와 산리쿠 지진. 사망자 2명.

## 참고문헌
- 『大島誌』（大島郷土誌刊行委員会、1982年）
- 『宮城県町村合併誌』（宮城県地方課、1958年）